# Radical 7
El radical ７, representado por el carácter Han 二, es uno de los 214 radicales del diccionario de Kangxi. Este símbolo se utiliza para representar el concepto del número 2. En mandarín estándar es llamado 二部　(èr bù,«radical dos»), en japonés es llamado  二部, にぶ　(nibu), y en coreano 이(i). 

## Nombres populares
- Mandarín estándar: 二, èr, «dos».
- Coreano:두이부, du i bu, «radical “i”-dos».
- Japonés: 二（に）, ni, «dos».
- En occidente: Radical «dos».

## Caracteres con el radical 7
| trazos | carácter                             |
| ------ | ------------------------------------ |
| + 0    | 二                                   |
| + 1    | 亍 于 亏                             |
| + 2    | 云 互 亓 五 井 亖                    |
| + 3    | 亗                                   |
| + 4    | 亘 亙 亚 （simplificado）            |
| + 5    | 些 亜 （simplificado en japonés）    |
| + 6    | 亝 （simplificado en coreano） 亞 亟 |

## Galería
| Estilos antiguos                                 | Estilos antiguos                  | Estilos antiguos                        | Estilos antiguos                   | Estilos antiguos                   | Estilos empleados actualmente       | Estilos empleados actualmente  | Estilos empleados actualmente    | Estilos empleados actualmente   | Estilos empleados actualmente  |
|                                                  |                                   |                                         |                                    |                                    |                                     | 二                             | 二                               |                                 |                                |
| 甲骨文 jiǎgǔwén (escritura de huesos oraculares) | 金文 jīnwén (escritura de bronce) | 简帛 jiǎnbó (escritura de bambú y seda) | 篆文 zhuànwén (escritura de sello) | 篆文 zhuànwén (escritura de sello) | 隸書 lìshū (estilo de los escribas) | 楷書 kǎishū (estilo regular)   | 楷書 kǎishū (estilo regular)     | 行書 xǐngshū (estilo corriente) | 草書 cǎoshū (estilo de hierba) |
| 甲骨文 jiǎgǔwén (escritura de huesos oraculares) | 金文 jīnwén (escritura de bronce) | 简帛 jiǎnbó (escritura de bambú y seda) | 大篆 dàzhuàn (sello grande)        | 小篆 xiǎozhuàn (sello pequeño)     | 隸書 lìshū (estilo de los escribas) | 繁體／繁体 fántǐ (tradicional) | 简体／簡體 jiǎntǐ (simplificado) | 行書 xǐngshū (estilo corriente) | 草書 cǎoshū (estilo de hierba) |